# 唇音化
唇音化（しんおんか）とは、第一次調音に加えて第二次調音として上唇と下唇が接近し、唇の丸みを伴うことをいう。円唇化ともいう。
国際音声記号では、子音については補助記号[ʷ]がつけられ[tʷ]、[dʷ]、[kʷ]などと表記される。母音については円唇母音の記号が用意されており、補助記号によって円唇の強弱が表記可能である。
日本語ではかつて合拗音として「くゎ」「ぐゎ」が存在したが、近世には消滅し、「か」「が」に合一し、一部の方言には残存するのみとなった。このような歴史的変化は他の言語にもみられる。
英語などでは、音素/ʃ/, /ʒ/ が常に[ʃʷ], [ʒʷ]として発音される。
唇の調音位置には、突き出し（[protruded]）、押し込み（[compressed]）、引き込み（[retracted]）のように、唇の形状によって調音特徴が分けられ、その中でも[protruded]及び[compressed]という弁別的素性は互いに対立する。
唇音化が最も生起しやすい調音位置は、舌背であり、口蓋垂音は軟口蓋音よりも円唇化しやすいという。
唇音化が進み過ぎると、閉鎖を伴う二重調音になる場合があり、例えばアブハズ語では音素の/dʷ/が有声歯茎破裂音と両唇音が同時にリリースされた結果、震え音として放出されることがある。